# Kings County (New Brunswick)
Der Kings County liegt im Süden der kanadischen Provinz New Brunswick. Größte Stadt des Countys ist Quispamsis, der Sitz des Countys liegt in Hampton. Der County hat 68.941 Einwohner (Stand: 2016).
2011 betrug die Einwohnerzahl 69.665 auf einer Fläche von 3483,40 km².

## Städte und Gemeinden
| Name                | Status     | Fläche km² | Einwohner | Ew./km² |
| ------------------- | ---------- | ---------- | --------- | ------- |
| Quispamsis          | Kleinstadt | 57,06      | 17.886    | 313,5   |
| Rothesay            | Kleinstadt | 34,77      | 11.947    | 343,6   |
| Grand Bay-Westfield | Kleinstadt | 59,86      | 5.117     | 85,5    |
| Sussex              | Kleinstadt | 9,03       | 4.312     | 477,4   |
| Hampton             | Kleinstadt | 21,00      | 4.292     | 204,3   |
| Sussex Corner       | Dorf       | 9,43       | 1.495     | 158,6   |
| Norton              | Dorf       | 75,35      | 1.301     | 17,3    |